# Kontraspiel

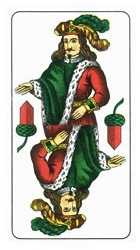
Die höchste Karte

Kontraspiel, auch Contra, ist ein deutsches Fünf-Karten-Stichspiel für vier Personen, dass mit einem Blatt von 24 Karten gespielt wird. Die zwei höchste Karten oder Wenzel sind der Eichelunter und Laubunter bzw. der Kreuzbube und Pikbube. Kontraspiel ähnelt dem skandinavischen Spiel Polskpas und wird bereits 1811 aufgezeichnet.

## Geschichte
Die früheste Erwähnung von „Contra“ erscheint in einer Liste von Spielen in einem Gedicht von 1755. 1773 wird es als eines der Spiele beschrieben, die mit "deutschen Karten" gespielt werden, d. h. ein Blatt von 32 Karten und 1786 wurde berichtet, dass es neben Trischaken ein sehr beliebtes Spiel unter den Bauern in deutschsprachigen Ländern war.
Die frühesten Regeln erschienen 1773 in derselben Quelle unter einem separaten Eintrag, aber der erste umfassende Bericht ist in Hammers Werk, Die Deutschen Kartenspiele. Danach tauchte es immer wieder in verschiedenen deutschen Spielenkompendien zwischen 1853 bis 1879. Es könnte eine Ausarbeitung von Polskpas sein. Die beiden schwarzen Buben erinnern an Euchre.

## Spielregeln

### Contra (1773)
Die erste bekannte Spielregeln wurden 1773 im Nutzbaren, galanten und curiösen Frauenzimmer-Lexicon („NFL“) veröffentlicht. Diese waren eher überblicksartig; hier gibt's eine Zusammenfassung der wichtigen Punkten.
Contra wird mit bzw. 20, 24 oder 28 Blättern von drei bis fünf Personen gespielt. Zuerst setzt der Geber den bestimmten Einsatz ein. Jeder bekommt fünf Karten, danach deckt der Kartengeber eine Karte als eventueller Trumpf auf. Vorhand, wer links vom Geber sitzt, kann jetzt passen oder die Farbe  der aufgedeckten Karte aufnehmen und als Alleinspieler spielen. Wenn er passt, können die anderen auch, der Reihe nach, entweder diese Farbe aufnehmen oder passen. Wenn alle passen, gibt es eine zweite Runde, wobei Vorhand hat als einziger die Recht noch diese erste Farbe als Trumpf akzeptieren, oder er kann eine andere Trumpffarbe wählen. Passt Vorhand zum zweiten Male, sind die einer der anderen in der Lage eine andere Trumpffarbe zu erklären und als Alleinspieler fortzufahren.
Die Regeln behaupten, dass „die zwo ersten oder die drey letzten Lesten [d.h. Stiche] entscheiden den Gewinn und Verlust.“ Wahrscheinlich ist aber, dass wer entweder drei der fünf Stiche, oder zuerst zwei Stiche (es sei denn niemand die anderen drei Stiche hat), macht, gewinnt.
Wer dem Spieler sein Spiel abzugewinnen gedenkt, kann vor dem Ausspielen „Contra“ sagen und wird danach von den anderen Gegenspieler natürlich unterstützt. Denkt aber einer der übrigen Spieler, dass er gegen diese zwei (Spieler und Contra-Ansager) gewinnen kann, und sie damit bête machen, darf er vorm  Ausspielen zum dritten Stich „Recontra“ rufen.
Wer alle Stiche (oder Matsch) bekommt, kriegt von jedem so viel bezahlt, als der einfache Einsatz beträgt. Wenn aber der Spieler gar keinen Stich erhält (Revolte), muss er so viel an jeden Mitspieler, als Strafe, bezahlen.
Was nicht beim NFL erklärt wurde, sind folglich:
- Die Kartenfolge inkl. eventuelle Wenzel
- Ob Farbzwang gilt
- Was die Spielwerte waren, bei einer Contra- oder Recontra-Ansage